# Chemistry Europe
Chemistry Europe (раніше ChemPubSoc Europe) — організація 16 хімічних наукових товариств із 15 європейських країн, що представляють понад 75 000 хіміків. Видає сімейство академічних хімічних журналів, що охоплюють широкий спектр дисциплін.
Chemistry Europe була заснована з ініціативи Німецького хімічного товариства в 1995 році. Першим журналом, співвласником якого була Chemistry Europe, був Chemistry: A European Journal (запущений у 1995 році). 1998 року за участю шести європейських хімічних товариств були створені Європейський журнал неорганічної хімії та Європейський журнал органічної хімії. З роками більше товариств об'єднало свої журнали, довівши загальну кількість залучених товариств до 16 із 15 різних країн (станом на 2020 рік).
Програма Chemistry Europe Fellows була заснована в 2015 році (як ChemPubSoc Europe Fellows Program) і є найвищою нагородою Chemistry Europe. Стипендію присуджують на основі підтримки одержувачів як авторів, консультантів, запрошених редакторів, суддів, а також послуг національних хімічних товариств. Нові стипендіати оголошуються кожні два роки напередодні Конгресу EuChemS, який проводиться раз на два роки.

## Товариства-учасники
16 європейських хімічних товариств, що беруть участь:
- Gesellschaft Österreichischer Chemiker (GÖCH), Австрія
- Société Royale de Chimie (SRC), Бельгія
- Koninklijke Vlaamse Chemische Vereniging (KVCV), Бельгія
- Česká společnost chemická (ČSCH), Чехія
- Société Chimique de France (SCF), Франція
- Gesellschaft Deutscher Chemiker (GDCh), Німеччина
- Асоціація грецьких хіміків (EEX), Греція
- Magyar Kémikusok Egyesülete (MKE), Угорщина
- Società Chimica Italiana (SCI), Італія
- Koninklijke Nederlandse Chemische Vereniging (KNCV), Нідерланди
- Polskie Towarzystwo Chemiczne (PTChem), Польща
- Sociedade Portuguesa de Química (SPQ), Португалія
- Slovenská Chemická Spoloćnosť (SCHS), Словаччина
- Real Sociedad Española de Química (RSEQ), Іспанія
- Svenska Kemistsamfundet (SK), Швеція
- Schweizerische Chemische Gesellschaft (SCG), Швейцарія

## Журнали
Журнали видаються Wiley-VCH і включають назви: Chemistry: A European Journal, European Journal of Organic Chemistry, European Journal of Inorganic Chemistry, Chemistry—Methods, Batteries & Supercaps, ChemBioChem, ChemCatChem, ChemElectroChem, ChemMedChem, ChemPhotoChem, ChemPhysChem, ChemPlusChem , ChemSusChem, ChemSystemsChem, ChemistrySelect, ChemistryOpen та онлайн-журнал ChemistryViews .